# المروة (أسوان)
قرية المروة هي إحدى القرى التابعة لمركز إدفو في محافظة أسوان في جمهورية مصر العربية.